# Nomada bethunei
Nomada bethunei är en biart som beskrevs av Cockerell 1903. Den ingår i släktet gökbin och familjen långtungebin. Inga underarter finns listade i Catalogue of Life.

## Beskrivning
Huvudet är rött, hos hanen med en dragning åt brunt, och med en tunn, vitaktig behåring, hos honan endast på nedre delen av ansiktet. Detta område är orangegult hos honan, mera klargult hos hanen. Honan har dessutom svart hjässa. Mellankroppen är även den röd hos honan, rödbrun hos hanen. Framtill finns en tunn, gul strimma, längre bakåt en likaledes tunn, svart strimma samt gula och hos hanen även röda markeringar. Benen är rödgula. Bakkroppen har röd (honan) eller rödbrun (hanen) grundfärg med gula längsband och hos honan även gula fläckar. Tergit 1 (det främsta segmentet på ovansidan) är mörkrött till nästan svart. Undersidan är även den röd eller rödbrun beroende på kön med gula markeringar. Den västliga populationen tenderar att ha fler gula markeringar än individerna längre österut. Honan blir omkring 9 mm lång, hanen 9 till 10 mm.

## Ekologi
Som alla gökbin bygger arten inga egna bon, utan larven lever som boparasit hos sandbin, där den äter av det insamlade matförrådet, efter det att värdägget ätits upp eller värdlarven dödats. Arten lever på ängar och i skogsbryn. Flygtiden varar från maj till juni. Arten är oligolektisk, den flyger till blommande växter från flera olika familjer, som korgblommiga växter (prästkrage och röd solhatt), ärtväxter (gul sötväppling), ranunkelväxter (smörblomma) och rosväxter (hallonsläktet).

## Utbredning
Utbredningsområdet omfattar norra Nordamerika från Ontario och Kansas i väster till Massachusetts och Virginia i öster. Nomada bethunei är ingen vanligt förekommande art.